# Guioa spathulata
Guioa spathulata là một loài thực vật có hoa trong họ Bồ hòn. Loài này được C.E.C.Fisch. mô tả khoa học đầu tiên năm 1927.